# Collège Stella Matutina de Feldkirch
Pour les articles homonymes, voir Stella Matutina.
Le collège Stella Matutina (Étoile du Matin) était un célèbre collège jésuite situé à Feldkirch, ville autrichienne près de la frontière suisse. Transféré en 1934 dans les bâtiments de l'ancienne abbaye Saint Blaise en Forêt-Noire. il est renommé collège Saint-Blaise. Le collège de Feldkirch est fermé en 1979.

## Histoire

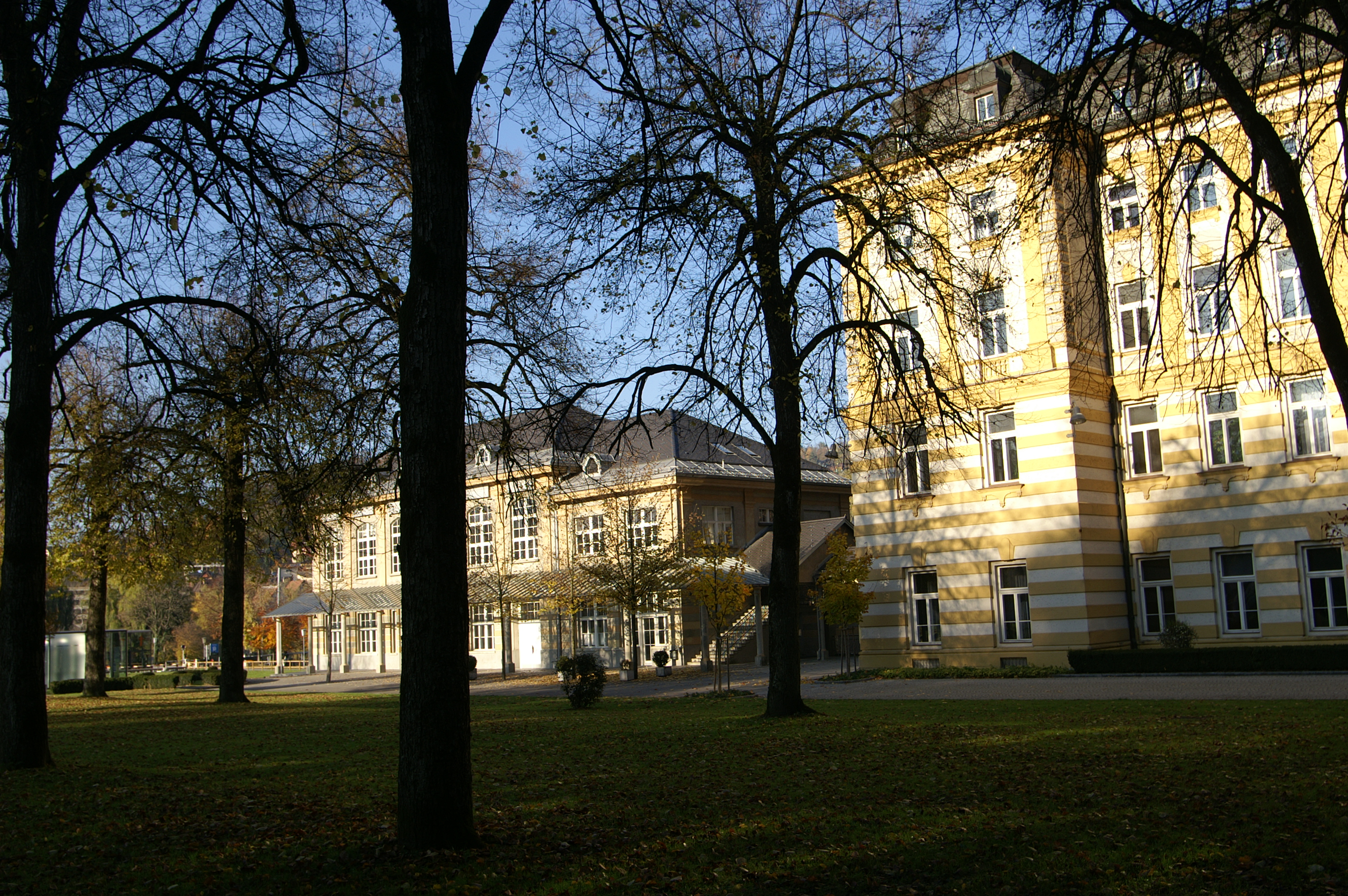
Les anciens bâtiments du collège

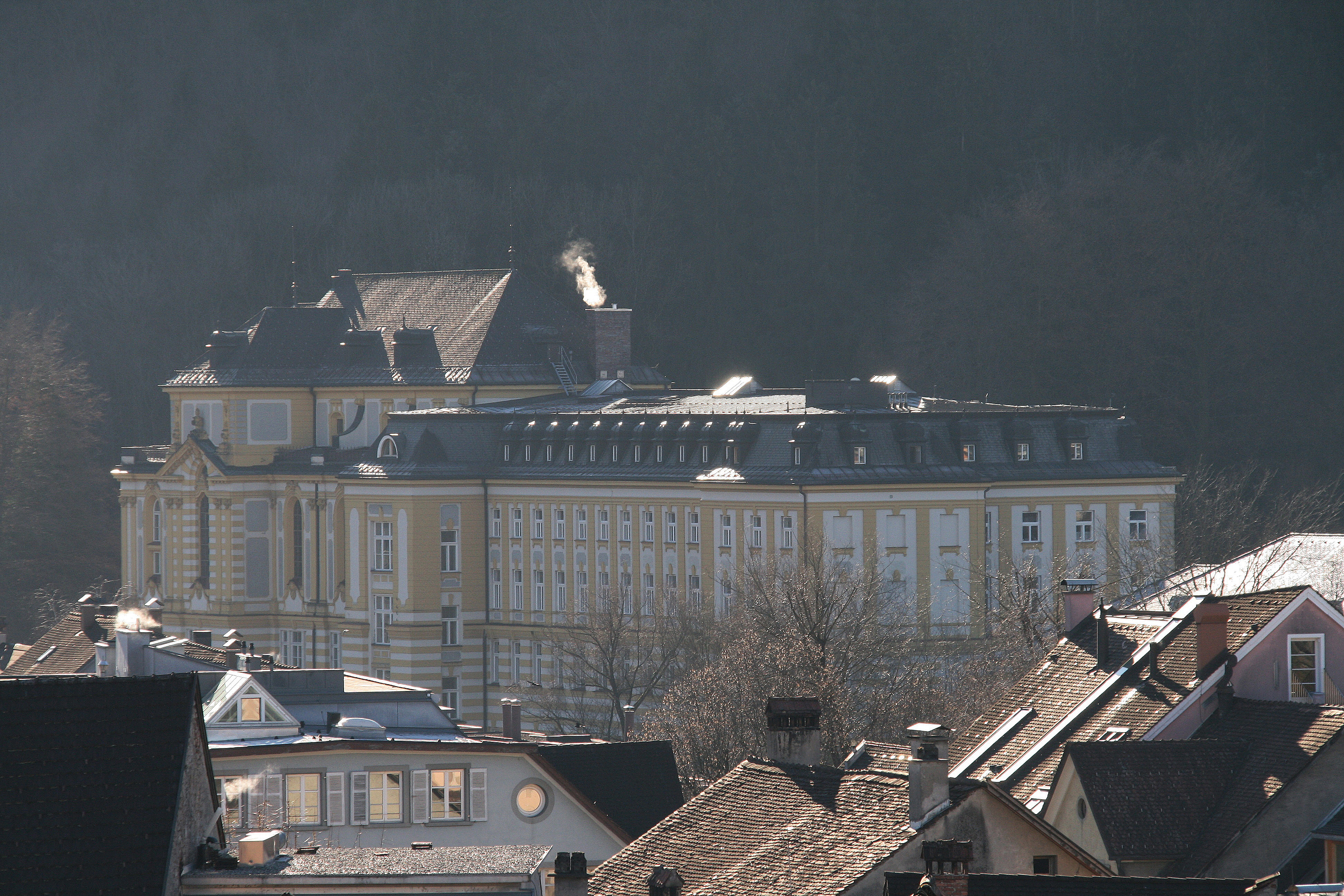
L'ancien collège Stella Matutina

Le collège Stella Matutina est l'héritier du collège jésuite de Fribourg, fondé en 1596 par saint Pierre Canisius, après ceux d'Ingolstadt, Augsbourg, Munich et Innsbruck. À l'expulsion de Suisse des jésuites, ceux-ci ouvrent un nouveau collège à Feldkirch en Autriche, dans le Vorarlberg en 1856. Ils sont soutenus par le Pape Pie IX. 
Il y avait eu autrefois de 1649 à 1773 (date de la suppression de la Compagnie de Jésus) un collège jésuite Saint-Nicolas à Feldkirch. Cette fois-ci, les jésuites, sous la direction de Clemens Faller, provincial de la province d'Allemagne, s'installent dans une ancienne caserne. Ils ont 250 élèves venus de différents États et principautés allemands et d'Autriche-Hongrie, mais aussi de Suisse, de France, de Grande-Bretagne et des États-Unis. Au départ le corps professoral est composé de 27 jésuites, assistés de plusieurs professeurs laïcs. 
Après 1872 en France l'enseignement est interdit aux jésuites. Il en est de même dans le nouvel Empire allemand, à l'époque du Kulturkampf de Bismarck. L'internat de Feldkirch accueille donc des élèves et des jésuites de ces pays. Jusqu'à la Première Guerre mondiale, le collège est très international, la langue de conversation entre élèves est le latin. Plus tard, le recrutement devient principalement germanophone, d'Allemagne, de Suisse, d'Autriche et des pays où existent des minorités allemandes. 
Le collège a un statut d'école d'état confiée à la Compagnie de Jésus, depuis 1868 et de Gymnasium à partir de 1898. Il y a 500 élèves en 1931. 
Le niveau d'études est élevé. Les professeurs sont compétents et plusieurs sont appelés (après ou avant leur poste à la Stella) à enseigner à l'université grégorienne de Rome. Vingt-six revues sont publiées dans des domaines variés, du droit à la théologie en passant par les sciences. Achille Ratti et l'historien Ludwig von Pastor s'y rendent à plusieurs reprises pour leurs propres recherches.
Les élèves, dont la grande majorité sont pensionnaires, sont généralement issus de l'aristocratie catholique allemande ou autrichienne. Le sport fait partie des activités éducatives. Une piscine olympique est construite en 1912. Le sport d'équipe est privilégié, et bien sûr l'instruction religieuse. Vingt pour cent des élèves entre 1896 et 1938 choisissent la voie de la prêtrise, en majorité dans la Compagnie de Jésus. L'empereur Charles Ier et son épouse Zita sont les derniers souverains à visiter le collège en juin 1917. 
Après l'Anschluss, la résistance au nazisme est diffuse dans le collège. Le P. Augustin Rösch deviendra une figure de la résistance. Il sera déporté. Le P. Alfred Delp, jeune préfet des études et éducateur sportif, et le P. Alois Grimm sont tous deux des martyrs de la résistance au national-socialisme.
En 1934 Stella Matutina est transféré à l'abbaye Saint-Blaise (Forêt-Noire). Les bâtiments de Feldkirch sont utilisés par les autorités nationales-socialistes comme école de comptabilité (1938), puis comme hôpital militaire. Les troupes françaises les occupent en 1945.
À l'automne 1946 un petit groupe de professeurs de la vice-province jésuite de Suisse, rouvre le collège avec 46 élèves. En 1956, ils sont 327. Il est fermé en 1979 sur décision du général des jésuites, Pedro Arrupe.
Sur les 2 047 élèves entre 1946 et 1979, 916 étaient originaires d'Autriche, 500 d'Allemagne, 408 de Suisse, 101 d'Italie dont 86 du Tyrol du Sud germanophone, 63 de France et 22 du Liechtenstein, le reste (37) d'Angleterre, de Hollande, de Suède, des États-Unis, du Brésil, etc.
Aujourd'hui le collège est devenu le conservatoire de musique du Vorarlberg et compte parmi les lieux où se déroulent des concerts et évènements du festival de musique Montforter Zwischentöne.

## Personnalités (élèves ou professeurs)
- Niklaus Franz von Bachmann, général de l’armée suisse
- Hans Urs von Balthasar, jésuite, cardinal et théologien suisse
- Thomas Baumer, spécialiste en sciences culturelles et entrepreneur suisse
- Paul de Chastonay, jésuite, aumônier universitaire et écrivain spirituel suisse
- Anton David (1851-1931), jésuite, auteur et pédagogue allemand
- Comte Franz Josef von Degenfeld Schonburg (1905-1971), professeur d'économie à l'université de Vienne
- Alfred Delp, membre du Cercle de Kreisau, martyr du nazisme
- Arthur Conan Doyle, écrivain et médecin écossais
- Franz Ehrle, cardinal et préfet de la Bibliothèque vaticane
- Otto Ender, Chancelier fédéral autrichien
- Otto Faller (1889-1971), ancien directeur, opposant au nazisme
- Bienheureux Clemens August von Galen, évêque de Münster, cardinal
- Comte Emanuel von Galen (1877-1950), député au parti allemand
- Alois Grimm, martyr du nazisme
- Johann Georg Hagen (1847-1930), jésuite et astronome autrichien
- Prince Aloys zu Löwenstein-Wertheim-Rosenberg (1871-1952), président de l'association catholique allemande
- Friedrich Muckermann (1883-1946), jésuite, opposant au nazisme
- Oswald von Nell-Breuning, jésuite et théologien des réalités sociales
- Heinrich Pesch, jésuite, économiste et promoteur du solidarisme
- Erich Przywara, jésuite et théologien allemand
- Hugo Rahner, jésuite et théologien allemand
- Kurt von Schuschnigg, ancien chancelier autrichien
- Karl von Waldburg-Zeil, explorateur allemand
- Franz Xavier Wernz, jésuite allemand, Supérieur général de la Compagnie de Jésus